# 10151 Rubens
10151 Rubens eller 1994 PF22 är en asteroid i huvudbältet som upptäcktes den 12 augusti 1994 av den belgiske astronomen Eric W. Elst vid La Silla-observatoriet. Den är uppkallad efter målaren Peter Paul Rubens.
Asteroiden har en diameter på ungefär 5 kilometer.